# Emanuel Bunzel
Emanuel Bunzel (* 1828 in Prag; † 1895) war ein österreichischer Mediziner und Amateur-Paläontologe.
Bunzel promovierte vermutlich 1854 an der Deutschen Universität Prag zum Dr. med. et chir. Er praktizierte in Wien als Arzt. Bis 1881 findet sich ein Eintrag über ihn im Wiener Adressbuch. 1872 bis 1895 war er Kurarzt in Bad Gastein. Bunzel beschrieb die Reptilien-Fauna der Gosau-Formation. 1871 beschrieb er den Struthiosaurus austriacus.
Er vermachte testamentarisch den Wohltätigkeitseinrichtungen seiner Heimatstadt Prag 250.000 Gulden, die gleichmäßig zwischen jüdischen und christlichen Institutionen verteilt werden sollten.

## Veröffentlichungen
- Das Römerbad (vormals Tüffer), das steirische Gastein. Wien 1866.
- Dr. Wilhelm B. Carpenter's vorläufiger Bericht über Schleppnetz-Untersuchungen in den nördlich von den britischen Inseln gelegenen Meeresregionen. In: Jahrbuch der Kaiserlich-Königlichen Geologischen Reichsanstalt. Band 19, 1869, S. 435–464 (zobodat.at [PDF; 2,8 MB]).
- Ueber den marinen Tegel vom Porzteich bei Voitelsbrunn. In: Verhandlungen der Geologischen Reichsanstalt. Wien 1869, S. 81 (zobodat.at [PDF; 258 kB]).
- Die Foraminiferen des Tegels von Brünn. In: Verhandlungen der Geologischen Reichsanstalt. Wien 1870, S. 96 (zobodat.at [PDF; 262 kB]).
- Resultate der neueren Tiefsee-Untersuchungen. In: Verhandlungen der Geologischen Reichsanstalt. Wien 1870, S. 46–49 (zobodat.at [PDF; 464 kB]).
- Ueber die Reptilien-Fauna der Kreideschichten von Grünbach. In: Verhandlungen der Geologischen Reichsanstalt. Wien 1870, S. 80 (zobodat.at [PDF; 260 kB]).
- Die Reptilfauna der Gosau-Formation in der Neuen Welt bei Wiener-Neustadt. In: Abhandlungen der Geologischen Reichsanstalt in Wien. Band 5, Wien 1871, S. 1–18 (zobodat.at [PDF; 4,2 MB]).
- Bad Gastein (= Braumüller's Bade-Bibliothek für Ärzte und Kurgäste 44). Braumüller, Wien 1872; 7. Auflage 1894.